# Mesochorus brasiliensis
Mesochorus brasiliensis là một loài tò vò trong họ Ichneumonidae.